# Callopora rylandi
Callopora rylandi is een mosdiertjessoort uit de familie van de Calloporidae. De wetenschappelijke naam van de soort is voor het eerst geldig gepubliceerd in 1965 door Bobin & Prenant.